# Nissan Patrol (шестое поколение)
Внедорожник Nissan Patrol (код кузова Y62, известен как Nissan Armada второго поколения в Северной Америке) шестого поколения выпускается с 2010 года. В странах Ближнего Востока параллельно с ним до сих пор выпускается его предшественник — модель пятого поколения.
Разработка модели началась в 2004 году. Презентация прошла в Абу-Даби в феврале 2010 года. В 2011 году поступила в продажу люксовая версия модели — Infiniti QX56 (с 2013 года — QX80). С 2012 по 2014 год Patrol собирался на заводе в России, а с 2014 года — в Нигерии. Модель пережила два обновления — в 2014 и 2019 годах. На российском рынке Patrol был доступен официально с 2010 по 2017 год (продажи прекращены в связи с низким спросом) и через параллельный импорт с 2022 года. С 2016 года автомобиль стал доступен в Северной Америке под названием Nissan Armada. С 2015 года для стран Ближнего Востока выпускается модификация Nismo. Было также создано несколько ограниченных серий модели.

## История

### Разработка. Концепт Terranaut (2006)
По словам компании, разработка платформы для модели началась в 2004 году, а кузова — в 2006 году. Главным дизайнером модели является Тайдзи Тойота. Согласно неофициальным данным, предвестником шестого поколения Patrol стал представленный в марте 2006 года на Женевском автосалоне концепт-кар Nissan Terranaut. У автомобиля достаточно необычная концепция — он представляет из себя трёхместную мобильную лабораторию. С водительской стороны расположено две распашные двери, не разделённые центральной стойкой. Со стороны пассажира расположена лишь одна дверь. На крыше есть U-образный люк спереди и купол сзади, а также небольшая «спутниковая тарелка» по центру и датчик сзади. 
Что касается салона, то передняя его часть имеет классический для автомобилей вид, а вот вместо заднего ряда и багажника во внедорожнике размещена вышеупомянутая лаборатория с большим столом и экраном над ним (экран работает от проектора). Кресло рядом с ней только одно. Стол для лаборатории проходит по периметру от переднего пассажирского кресла до задней левой двери. Лаборатория получает больше света благодаря вышеупомянутому куполу. С технической точки зрения автомобиль оборудован трансмиссией с понижающей передачей и принудительными блокировками дифференциалов. Специальные 19-дюймовые шины были разработаны и изготовлены компанией Goodyear. Они, по словам компании, защищены от проколов, а их протекторы с помощью специальной системы изменения давления могут быть адаптированы для езды по трассе или по бездорожью.
Первые сведения, а вместе с ними и фотографии, нового поколения Nissan Patrol появились 17 декабря 2008 года. В это время проходила закрытая презентация модели, один из посетителей которой выложил снимки в интернет (на сайте «Autoblog», который одним из первых опубликовал фото, они были впоследствии удалены по требованию Nissan). Несколькими изданиями было отмечено, что дизайн модели был частично скопирован с концепта Terranaut. Российское издание «Авто.Mail.Ru» предположило, что на модель будет ставиться трёхлитровый дизельный двигатель мощностью 265 л.с., либо бензиновый мотор мощностью 350 л.с. Дизайн был отмечен «спорным». Уже тогда было известно, что новое поколение Patrol не будет продаваться на европейских рынках и что его нишу займёт модель Pathfinder. Новые фотографии будущего автомобиля появились через год — в ноябре 2009 года. В это время модель проходила тестирование в камуфляже на дорогах Объединённых Арабских Эмиратов.

### Серийная модель (2010)

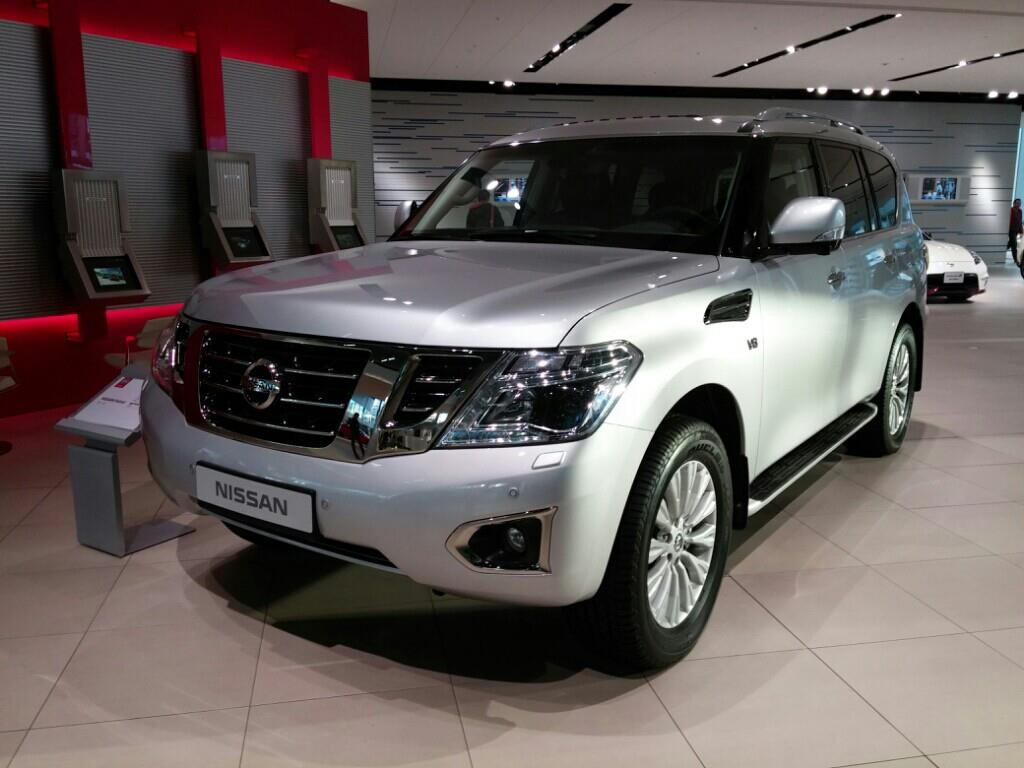
Модель после первого рестайлинга (2014)

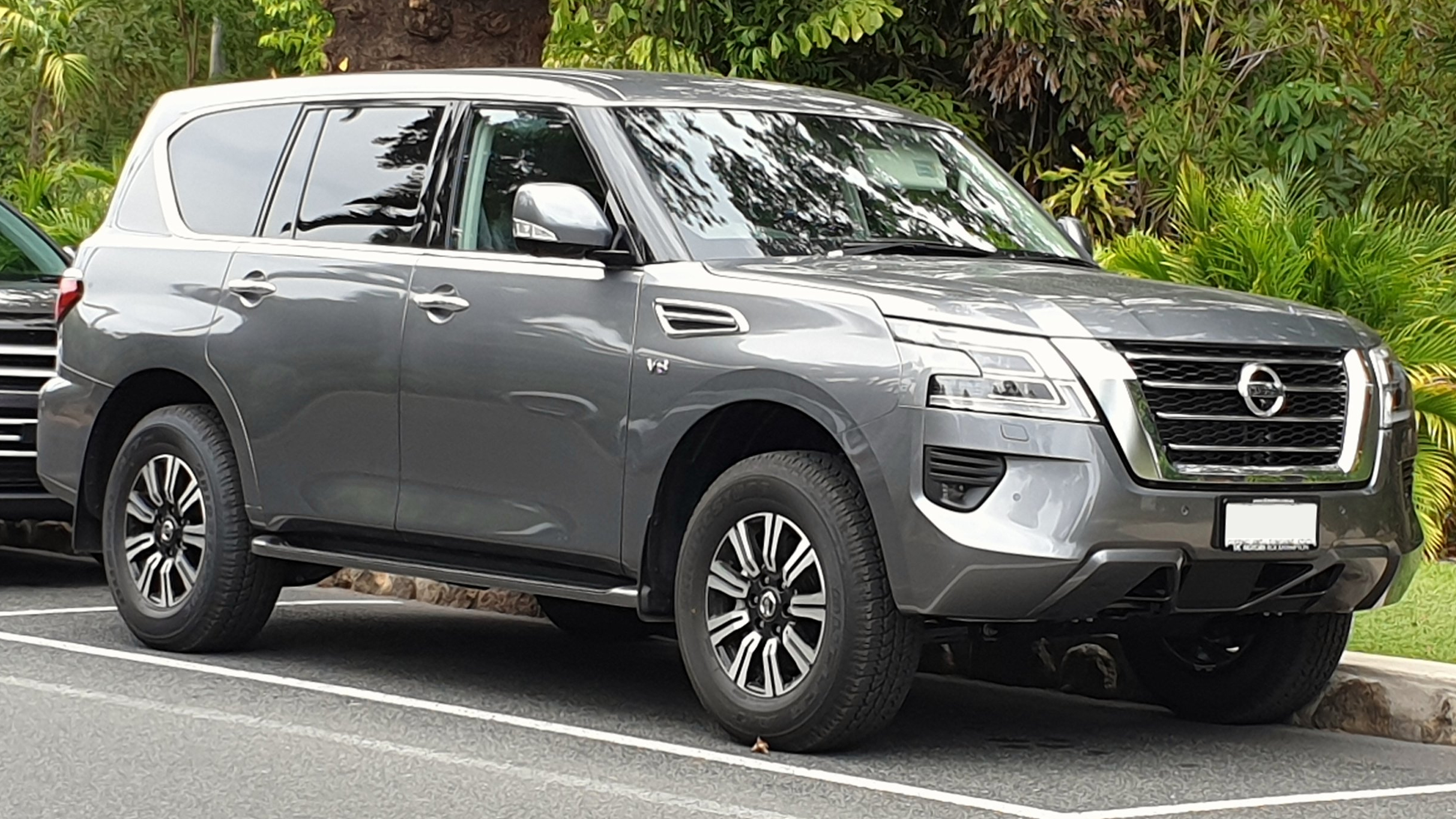
Модель после второго рестайлинга (2019)

Официальная презентация шестого поколения Nissan Patrol состоялась 13 февраля 2010 года на VIP-мероприятии в отеле Emirates Palace, расположенном в Абу-Даби. На презентации присутствовал в то время президент и генеральный директор Nissan Карлос Гон, который заявил: «Мы внимательно относимся к лояльности владельцев Patrol, поэтому наши инженеры тщательно подошли к разработке этой новой модели». В июле 2010 года стартовали продажи в Филиппинах по цене от 5 375 000 песо. Модель на данном рынке получила название Patrol Royale. Продажи в России начались в конце лета 2010 года по цене от 3 060 000 рублей. Презентация Patrol для рынка Австралии прошла на Австралийском международном автосалоне в Сиднее в октябре 2010 года. Несмотря на то, что ранее самой популярной в стране была версия модели с дизельным двигателем, новое поколение доступно лишь с бензиновым. Параллельно с новой моделью до 2016 года продолжались продажи предыдущего поколения. Китайская модель поступила в продажу в ноябре 2011 года по цене от 1 390 000 юаней.
Параллельно с обычной моделью разрабатывалась её люксовая версия под брендом Infiniti QX56, имеющая код Z62. Она была представлена на автосалоне в Нью-Йорке в апреле 2010 года. Подробнее о ней смотрите соответствующую статью.
В апреле 2012 года было заключено соглашение между Nissan и Минэкономразвития России о начале крупноузловой сборки Nissan Patrol и нескольких автомобилей Infiniti (включая QX56) на заводе компании в Санкт-Петербурге. Российская сборка Patrol и автомобилей Infiniti осуществлялась до 31 мая 2014 года, когда истёк срок данного соглашения. В апреле 2014 года началось производство внедорожника на заводе в Лагосе, столице Нигерии. Таким образом, Nissan стал первым крупным автопроизводителем, наладившим производство на местном предприятии после принятия правительством Нигерии программы развития автомобильной промышленности.
В январе 2014 года модель прошла первый рестайлинг. Изменения небольшие: новая решётка радиатора с горизонтальными полосами вместо шестиугольных сот, изменённый передний бампер и светодиодные фары. В салоне появилась новая информационно-развлекательная система, а также стали использоваться более качественные материалы отделки. Более крупное обновление было проведено в сентябре 2019 года. Модель получила полностью переработанную переднюю часть, новые фары и задние фонари в виде бумеранга. В салоне была улучшена шумоизоляция и добавлена поддержка Apple CarPlay и Android Auto.
В июне 2017 года Nissan объявил о прекращении поставок Patrol из Японии в Россию в связи с крайне низким уровнем продаж, в том числе вызванным экономическими кризисами 2008—2010 и 2014—2016 годов и неудачной конкуренцией с моделью Toyota Land Cruiser 200 (официально — «в целях оптимизации продуктовой линейки Nissan в России и следуя выбранной стратегии с акцентом на кроссоверы, производящиеся в стране»). Спустя 5 лет, в ноябре 2022 года, появились сведения о появлении в продаже новых (после рестайлинга 2019 года) внедорожников Nissan Patrol (включая модификацию Nismo), ввозимых по параллельному импорту из ОАЭ. Цена этих автомобилей составляет от 6,8 до 9,4 млн рублей.

#### Nissan Armada (2016)

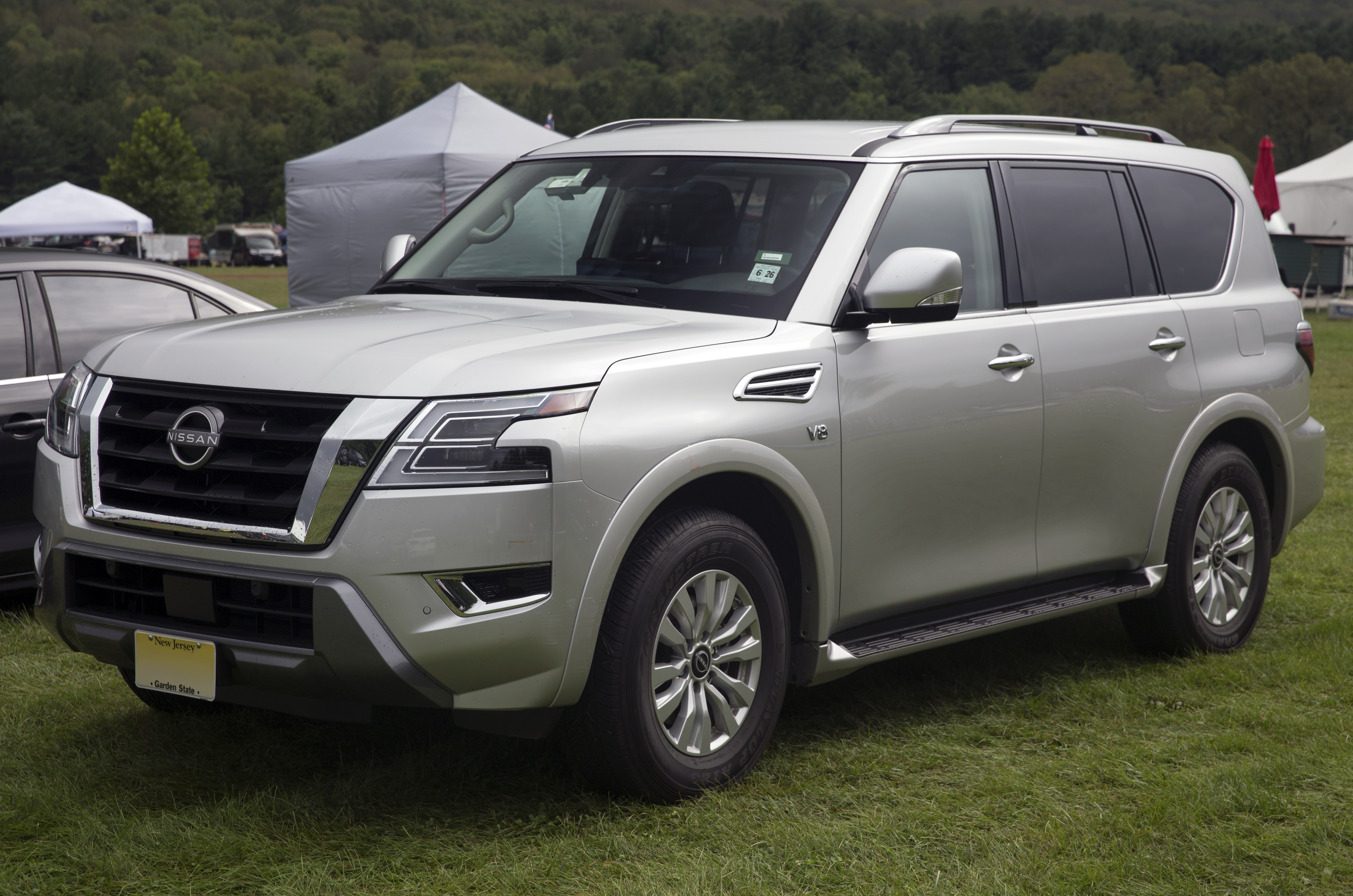
Nissan Armada после рестайлинга 2021 года

В феврале 2016 года на автосалоне в Чикаго был представлен Nissan Armada второго поколения, являющийся перелицованным Nissan Patrol Y62 для североамериканского рынка. Отличия между двумя моделями минимальные: иные бамперы, решётка радиатора, накладки на колёсные арки и колёсные диски. В качестве опции вместо второго ряда сидений доступны два отдельных кресла с проходом посередине. Мощность двигателя была сокращена с 405 до 395 л.с. Сборка модели осуществляется в Японии. Цена на старте продаж составляла от 44 000 до 59 900 долларов.
В январе 2021 года стартовали продажи рестайлинговой версии Armada. Подобно обновлению Patrol 2019 года, он получил новую переднюю часть и изменённые задние фонари. В салоне был установлен 12,3-дюймовый дисплей для информационно-развлекательной системы с поддержкой Apple CarPlay и Android Auto. Ещё один экран диагональю 7 дюймов был установлен между спидометром и тахометром на приборной панели. Мощность двигателя была увеличена до 400 л.с. Среди комплектаций появилась новая, S, ставшая базовой.

### Patrol Nismo (2015)

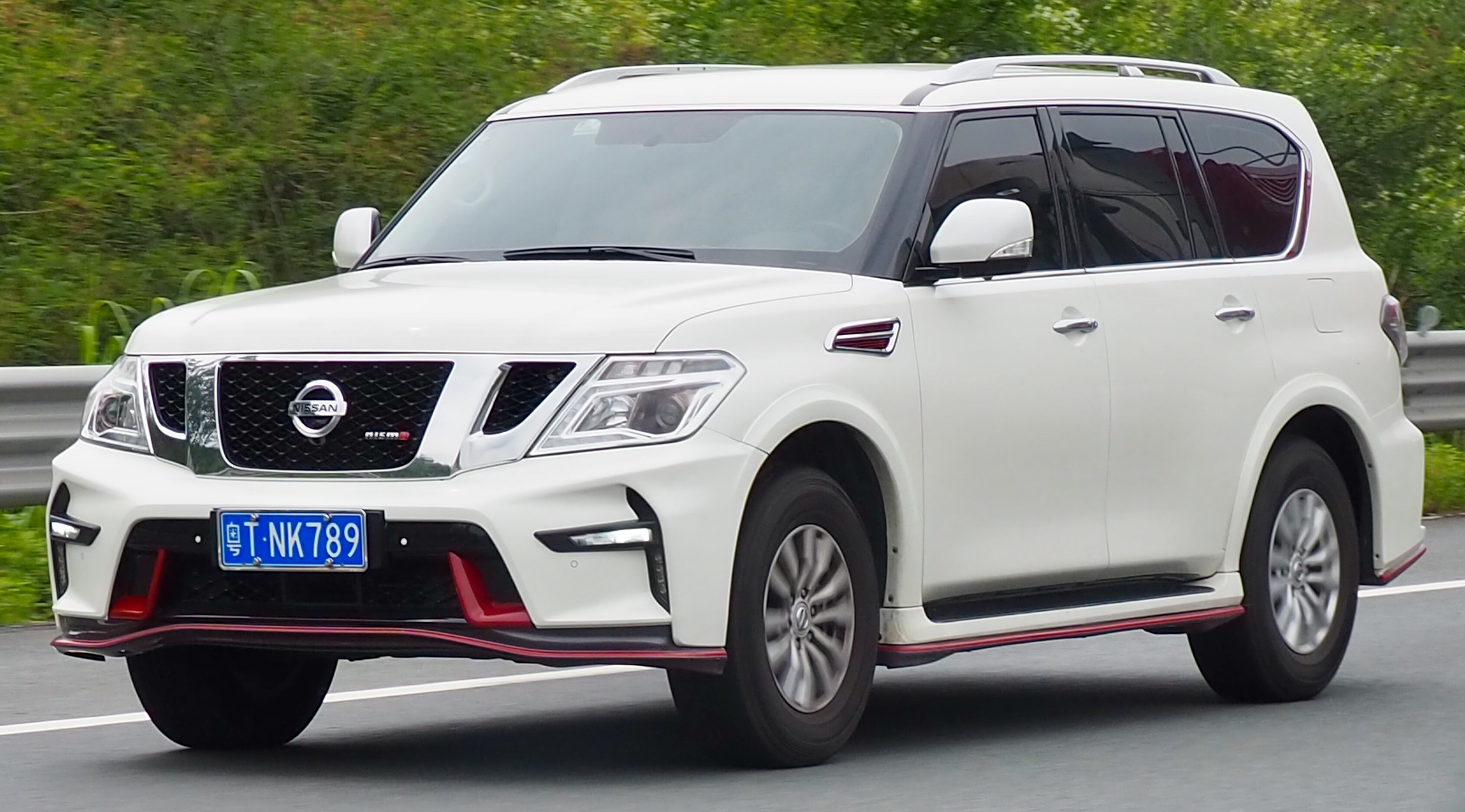
Nissan Patrol Nismo первых лет выпуска

Эта спортивная модификация для рынков ССАГПЗ от тюнингового ателье Nismo была представлена вместе с GT-R Nismo и 370Z Nismo в октябре 2015 года в Дубае. На тот момент это были три единственные представленные на Ближнем Востоке модели Nismo. В отличие от стандартного Patrol, эта модификация оснащена изменённым 5,6-литровым двигателем V8 мощностью 428 л.с. (319 кВт), разработкой которого занималась фирма Takumi. Помимо двигателя, модель получила кованые 22-дюймовые колёсные диски Nismo Rays, амортизаторы, аэродинамический пакет Zero-Lift (изменённые бамперы и пороги) и усилители кузова. Было также оптимизировано рулевое управление. В апреле 2021 года Patrol Nismo прошёл первое обновление: был изменён передок (подобный таковому у базовой модели 2019 года), задний бампер, установлены новые облегчённые на 4,5 кг алюминиевые колёса с шинами 275/60 R22, мощность двигателя увеличилась до 434 л.с. Цена модели начиналась от 385 000 дирхамов ОАЭ. В апреле 2022 года было проведено ещё одно обновление. Автомобиль получил 12,3-дюймовый дисплей на центральной консоли с поддержкой Apple CarPlay и Android Auto. Из внешних изменений только новый логотип Nissan. Цена обновлённого Patrol Nismo составляла 389 900 дирхамов.

### Специальные и ограниченные серии

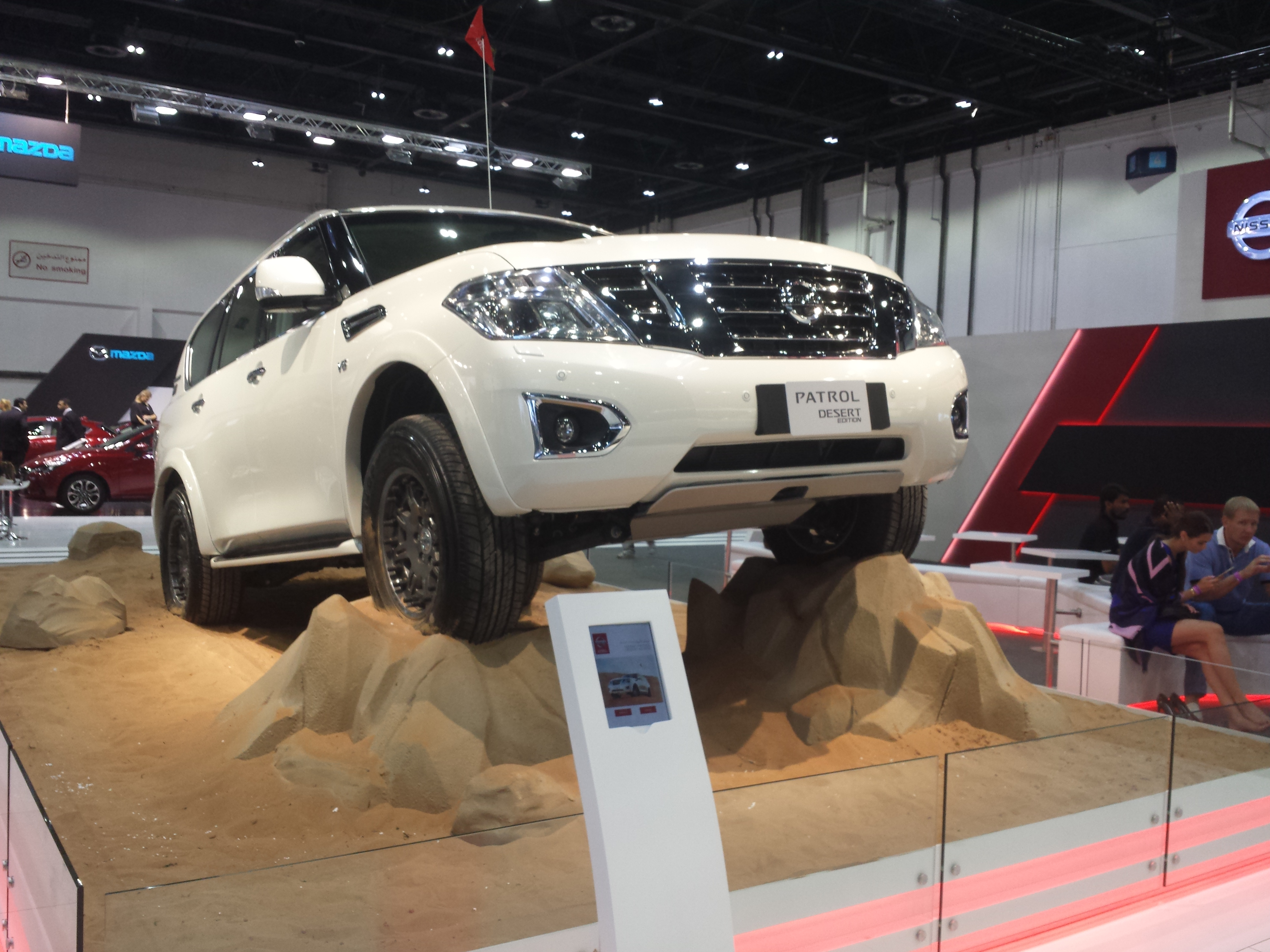
Patrol Desert Edition на Дубайском автосалоне

В мае 2014 года в странах Ближнего Востока поступила в продажу версия Patrol VVIP (ранее известная как Patrol Black Special Edition), отличавшаяся особым тёмно-серым цветом кузова и красной обивкой сидений. Цена составляла 350 000 дирхамов ОАЭ. Всего было выпущено 200 таких автомобилей.
Версия под названием Patrol Desert Edition была представлена на Дубайском автосалоне 10 ноября 2015 года. Автомобиль был разработан совместно с Мохаммедом бин Сулайемом, чемпионом UAE Rally и президентом Automobile and Touring Club UAE. Модель доступна только в странах Ближнего Востока. Автомобиль отличается от базового иными колесными дисками, протекторами колесных арок и шильдиками «Desert Edition» и «MBS». Была перенастроена подвеска, имеется возможность менять давление в шинах через кнопку управления в салоне.
В декабре 2021 года на выставке Экспо-2020 в Дубае была представлена версия, посвящённая 70-летию модели. Отличается она специальным шильдиком и слегка изменёнными деталями экстерьера.

## Дизайн и конструкция

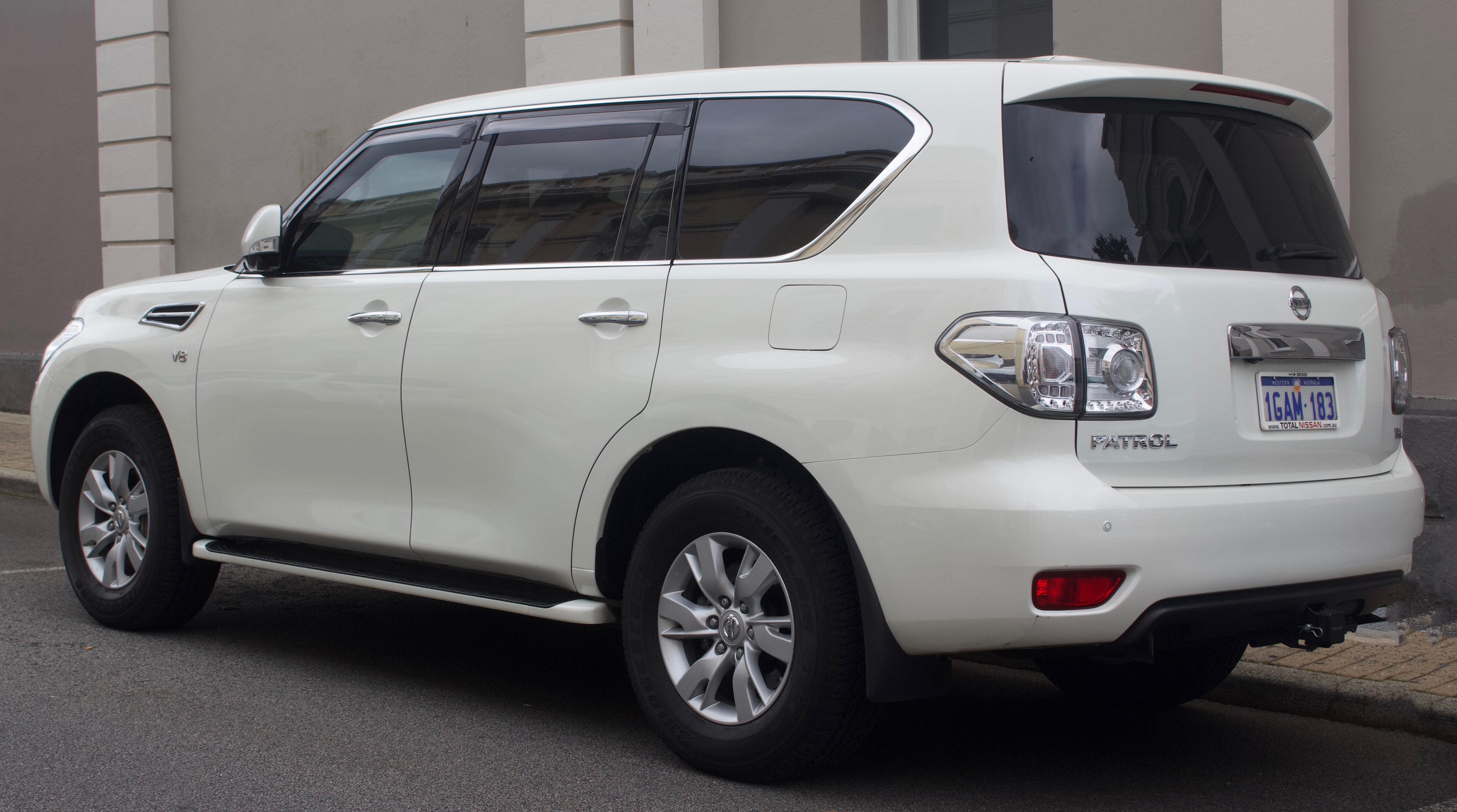
Вид сзади (модель 2010 года)

От предыдущей модели в Patrol шестого поколения не осталось и следа. Дизайн кузова кардинально изменился, контрастируя с прямоугольными кузовами предыдущих моделей. Модель также увеличилась и в габаритах. Из сходств можно отметить разве что массивную фирменную решётку радиатора Nissan, но не более того. Общая конструкция кузова не изменилась, поскольку Patrol Y62 остался рамным внедорожником.  При проектировании дизайнеры ориентировались на главного конкурента от фирмы Toyota — Land Cruiser 200, выпущенного в 2007 году.

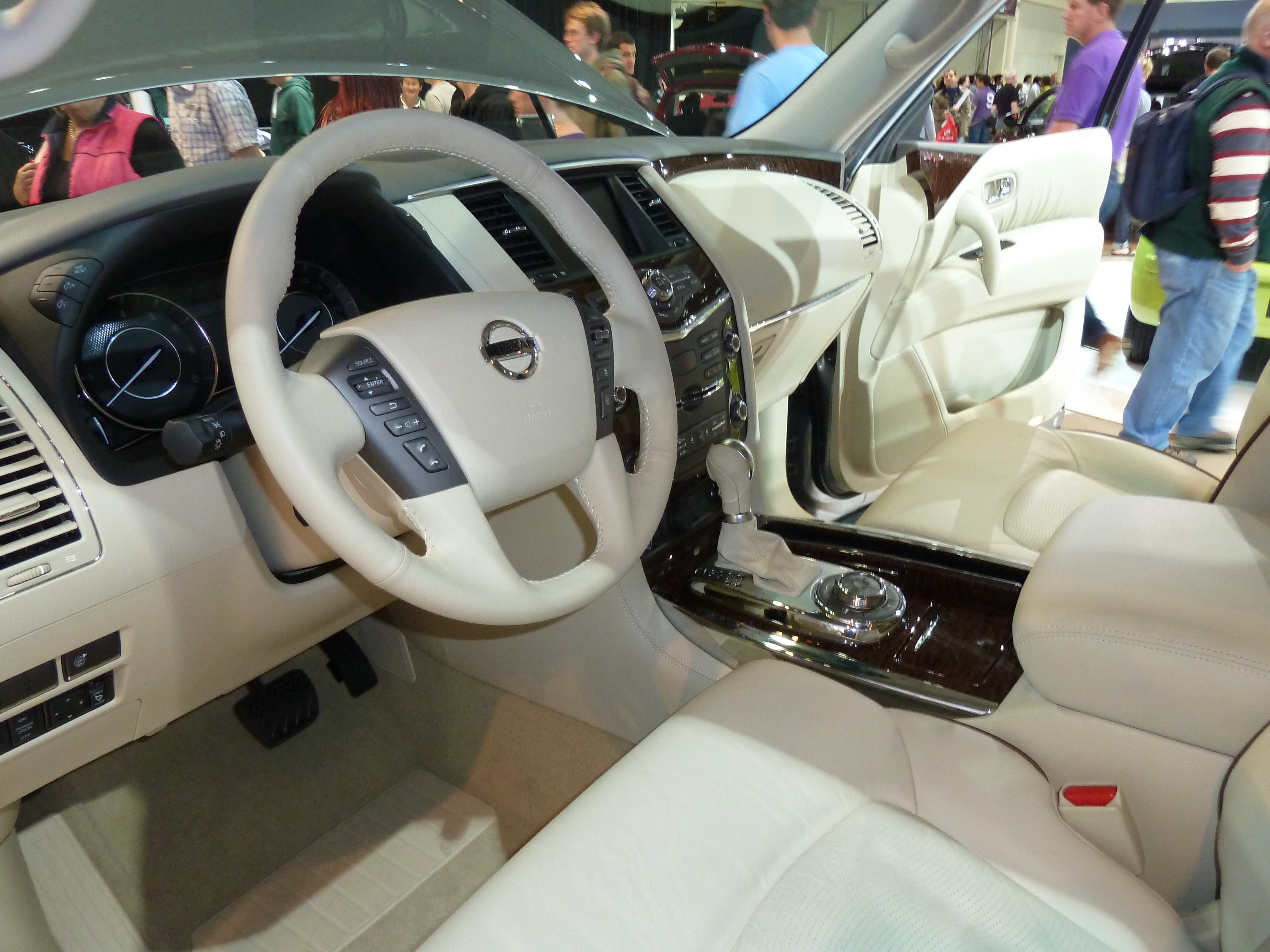
Интерьер (модель 2010 года)

Вследствие увеличения кузова стал просторнее и салон. Впервые в истории модели стал по умолчанию устанавливаться третий ряд сидений. Отделка стала гораздо дороже по сравнению с предыдущим поколением: на смену пластику пришла обшивка мягкой кожей с деревянными и алюминиевыми вставками. Коврики покрыты светлым ворсом. Заметно улучшилось и оснащение. Между передними креслами расположен бокс-холодильник. Его крышка, служащая одновременно и подлокотником, открывается как спереди, так и сзади. В подголовниках передних кресел установлены два жидкокристаллических монитора, по одному на каждое кресло. Пространство для ног пассажиров второго ряда сидений увеличилось на 100 мм. Два кресла третьего ряда из удобств имеют лишь подлокотники с подстаканниками. Если эти сиденья сложить, багажник удлинится на 40 см. Одна из особенностей салона — система вентиляции с «воздушной занавеской». На потолке расположены специальные воздуховоды с настраиваемым дефлектором, которые гонят холодный воздух вдоль всей поверхности боковых стёкол, тем самым уменьшая нагрев салона.
Y62 имеет 5,6-литровый двигатель V8 модели VK56VD  мощностью 400 л.с. (298 кВт) и крутящим моментом 560 Нм. Двигатель оснащён системой изменения фаз газораспределения «VVEL» и прямого впрыска «DIG», в паре с семиступенчатой автоматической коробкой передач. Система полного привода позволяет переключаться между четырьмя режимами: песок, дорога, камни и снег. У автомобиля также имеется электронная блокировка заднего дифференциала, система трогания и контроля спуска с холмов. Версия Infiniti была запущена в США в 2010 году, а Patrol продается там с 60 серии. Версия Nissan Patrol запущена в продажу в Австралии с начала 2013 года.
Nissan Patrol предлагается в четырёх различных уровнях отделки на Ближнем Востоке: XE, SE, LE и City Package. В Австралии предлагаются уровни отделки салона Ti и Ti-L, и ранее была доступна ST-L.